# Gillian Chung

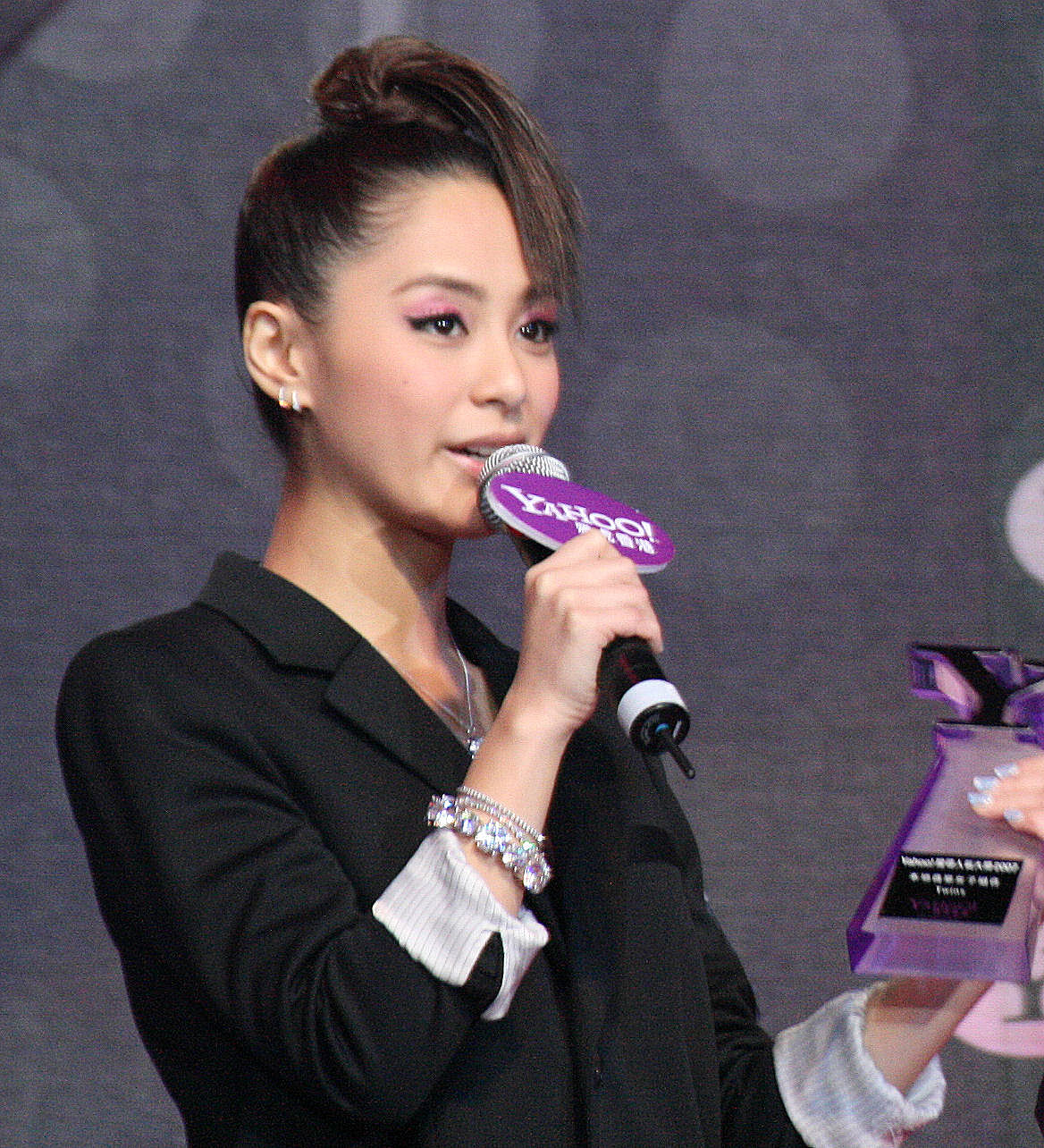
Gillian Chung (2007)

Gillian Yan-tung Chung (chinesisch 鍾欣桐 / 钟欣桐, Pinyin Zhōng Xīntóng, Jyutping Zung1 Jan1tung4; * 21. Januar 1981 in Hongkong) ist eine chinesische Musikerin und Schauspielerin. Sie ist Mitglied des Cantopop-Duos Twins zusammen mit Charlene Choi. Bevor die Gruppe gebildet wurde, arbeitete sie als Teilzeit-Model und studierte in Melbourne, Australien. Später wurde sie von der Emperor Entertainment Group angesprochen und ermutigt, eine Musikkarriere zu starten und ihre Gruppe im Jahre 2001 zu bilden.

## Diskografie (Auswahl)
- 2001: Twins
- 2001: Twins Love
- 2002: Our Souvenir
- 2002: Amazing Album
- 2002: Happy Together
- 2003: Touch of Love
- 2003: Evolution
- 2003: Singing in the Twins Wonderland (Volume 1)
- 2003: Singing in the Twins Wonderland (Volume 2)
- 2004: Magic
- 2004: 04 Concert
- 2004: Singing in the Twins Wonderland (Volume 3)
- 2004: Girl Power
- 2004: Singing in the Twins Wonderland (Volume 4)
- 2004: Such A Better Day (New + Best Songs)
- 2005: Trainee Cupid
- 2005: Samba
- 2005: The Missing Piece
- 2006: Twins Incomparable Concert
- 2006: Around the World with 80 Dollars
- 2006: Ho Hoo Tan

## Filmografie (Auswahl)
- 2002: U-Man (Gwaai sau hok yuen)
- 2002: Summer Breeze of Love (Che goh ha tin yau yee sing)
- 2002: If U Care … (Chin cheng sin sang)
- 2002: Just One Look (Yat luk che)
- 2003: Happy Go Lucky (Fuxing dao)
- 2003: Colour of the Truth – Zeit der Rache (Hak bak sam lam)
- 2003: The Twins Effect (Chin gei bin)
- 2003: The Spy Dad (Chuet chung tit gam gong)
- 2003: The Death Curse (Goo chak sam fong fong)
- 2004: Fantasia (Gwai ma kwong seung kuk)
- 2004: Protégé de la Rose Noire (Gin chap hak mooi gwai)
- 2004: Love on the Rocks (Luen Ching Go Gup)
- 2004: Moving Targets (San jaat si hing)
- 2004: Die Chroniken von Huadu: Blade of the Rose (Chin gei bin 2: Fa tou tai kam)
- 2004: Beyond Our Ken (Gung ju fuk sau gei)
- 2004: 6 AM
- 2005: House of Fury (Jing mo gaa ting)
- 2005: Bug Me Not! (Chung buk ji)
- 2006: 49 Days
- 2007: Twins Mission (Seung chi sun tau)
- 2007: Naraka 19 (Dei yuk dai sup gau tsang)
- 2007: The Fantastic Water Babes (Chut sui fu yung)
- 2008: W. – Ein missverstandenes Leben (W.)